# Omicourt
Omicourt település Franciaországban, Ardennes megyében. Lakosainak száma 43 fő (2022. január 1.). Omicourt Saint-Aignan, Sapogne-et-Feuchères, Vendresse és Chémery-Chéhéry községekkel határos.

## Népesség
A település népességének változása:
| Lakosok száma | 47   | 26   | 27   | 45   | 40   | 41   | 40   | 38   | 40   | 43   |
|               | 1968 | 1982 | 1990 | 2006 | 2013 | 2015 | 2017 | 2019 | 2020 | 2022 |